# Telecomunicacions d'Angola
Les telecomunicacions d'Angola inclouen telèfon, ràdio, televisió, i internet. El govern controla tots els mitjans de difusió d'un abast nacional.
El 2001, cap al final de la Guerra Civil angolesa, el govern va començar a adoptar normes per liberalitzar la indústria de les telecomunicacions. Això va permetre a les inversions privades revitalitzar la infraestructura de telecomunicacions del país que havia estat greument danyada pel conflicte de dècades. El 2012, Angola tenia un dels mercats de telecomunicacions mòbils més grans de l'Àfrica subsahariana i l'accés a Internet creixia constantment. El Ministeri de Correus i Telecomunicacions (MCT) supervisa el sector de les telecomunicacions que està regulat per l' Instituto Angolano das Comunicações (INACOM).

## Infraestructura
- 29 estacions terrestres (2009).[3]

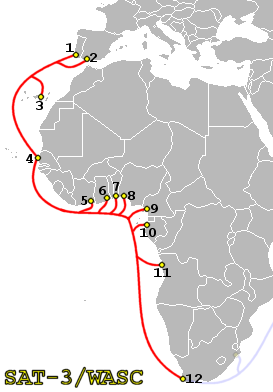
Ruta del SAT-3/WASC. El punt 11 és Luanda, Angola.

- Cable submarí SAT-3/WASC de fibra òptica que li proporciona connexió a Europa i Àsia.[3]
- AngoSat 1, primer satèl·lit de comunicacions d'Angola, construït per RSC Energia amb un crèdit de Rosoboronexport, està previst que s'iniciï el 2017.[4]

Angola Telecom és una de les dotze empreses que participen en el consorci West Africa Cable System (WACS), un cable de comunicacions submarí que circula per la costa oest d'Àfrica i per a Portugal i Regne Unit. L'estació d'aterratge del cable més antic Sat3, ubicat a Cacuaco a Luanda, està operat per Angola Telecom.
Angola Cables és un operador de sistemes de telecomunicacions de fibra òptica format el 2009 per les principals companyies de telecomunicacions angoleses, Angola Telecom (51%), Unitel (31%), MSTelcom (9%), Movicel (6%), i Mundo Startel (3%). El 23 de març de 2012 Angola Cables va signar un acord per participar en la construcció del South Atlantic Cable System (SACS) d'uns 6000 km de longitud que uneix Fortaleza a Brasil amb la capital d'Angola Luanda. Aquest cable està previst que estigués operatiu des del campionat mundial de futbol de 2014 al Brasil.
ADONES (Angola Domestic Network System) consisteix en un cable submarí de fibra òptica de 1.800 kilòmetres que enllaça vuit ciutats costaneres angoleses. Un 70 % dels angolesos viu prop del mar. Altres cables de fibra òptica previstos a Angola són SAex i ACE.

## Telèfon
- 303,200 línies fixes, la 116a al món, dues línies per 100 persones (2011).[3]
- 13 milions de línies mòbils, 65 línies per 100 persones (2011).)
- Codi internacional: 244.[3]

Angola Telecom, empresa de telecomunicació estatal, va mantenir un monopoli pel servei telefònic de línia fixa fins a 2005. La demanda superava la capacitat, els preus eren elevats i els serveis eren pobres. Telecom Namibia, a través d'una empresa angolesa, es va convertir en el primer operador privat amb llicència a la xarxa telefònica de línia fixa d'Angola. El 2010 el nombre de proveïdors de línia fixa s'havia ampliat a cinc; Angola Telecom va establir un servei de línia mòbil a Luanda el 1993 i la xarxa s'ha ampliat a ciutats més grans. Un proveïdor de serveis de telefonia cel·lular de propietat privada va començar a operar l'any 2001. El radiotelèfon d'HF és usat extensivament amb finalitats militars.

## Ràdio
- 21 AM, 6 FM, i 7 estacions de ràdio d'ona curta (2001)
- 630.000 ràdios (1997)

L'estatal Rádio Nacional de Angola (RNA) emet en 5 estacions. Aproximadament una mitja dotzena de ràdios privades emeten localment.

## Televisió
- 6 estacions de televisió (2000)
- 150.000 televisions (1997)

L'estatal Televisão Pública de Angola (TPA) proporciona servei de televisió terrestre en dos canals i un tercer canal TPA està disponible a través de cable i satèl·lit. També hi ha serveis de subscripció de televisió.

## Internet
- Hosts d'internet: 20,703 hosts, 116è al món (2012).[3]
- Usuaris d'internet: 3.058.195 usuaris, 78è al món; 16,9% de la població, 151è al món (2012).[11]
- Banda ampla fixa: 27,987 subscripcions, 124è al món; 0,2% de la població, 162è al món (2012).[12]
- Banda ampla mòbil: 5.000.000 subscripcions. 2015.[13]
- Nom de domini de nivell superior: .ao.[3]

Introduït per primer cop el 1996, Internet va assolir una taxa de penetració del 16,9 per cent el 2012, des de poc més del 3 per cent el 2007, segons la Unió Internacional de Telecomunicacions (UIT). No obstant això, les subscripcions de banda ampla de línia fixa continuen sent baixes, amb una taxa de penetració de només el 0,2 per cent el 2012, i es concentren en gran manera a la capital, Luanda, a causa de l'alt índex de pobresa del país i la mala infraestructura a les zones rurals. L'accés a internet mòbil és superior a l'1,5% i l'accés als telèfons mòbils és molt superior, amb un índex de penetració del 49% el 2012.
El juny de 2012, Unitel va posar en marxa un projecte en associació amb el ministeri d'educació i Huawei per oferir accés gratuït a internet a estudiants de secundària d'escoles públiques i privades de totes les províncies del país. Conegut com a "E-Net", el projecte pretén beneficiar més de 18.000 estudiants amb ordinadors subministrats per Huawei i accés a Internet proporcionats per Unitel.
Els ciutadans han utilitzat cada vegada més internet com una plataforma de debat polític, per expressar el descontentament amb l'estat actual de l'estat del país i per iniciar iniciatives d'activisme digital. Similar a molts altres països africans, els joves angolesos han adoptat les eines de les xarxes socials i les han utilitzat per fomentar els moviments de protesta a tot el país. L'impacte positiu de les eines de mitjans digitals a Angola va ser especialment notable durant les eleccions parlamentàries d'agost de 2012 quan internet es va utilitzar de forma innovadora per avançar en la transparència electoral. Per exemple, els ciutadans van poder informar irregularitats electorals en temps real, mentre que la Comissió Electoral Nacional va utilitzar Internet i iPads per escanejar les targetes de registre electoral.
L'accés a Internet a Angola és proporcionat per diverses empreses de telecomunicacions i ISP privades.
Empreses de telecomunicacions:
- Angola Telecom, proveïdor estatal de telecomunicacions
- Itelnet
- MS Telcom, proveïdor de Sonangol, principal focus en el sector del petroli i del gas
- Startel

Proveïdors de serveis d'Internet:
- ACS
- ITA - Internet Technologies Angola, de propietat privada centrada en els serveis corporatius
- Multitel, focus corporatiu ISP, filial d'Angola Telecom
- MVcomm
- NetOne, serveis residencials WiMAX
- TSOLNETWORKS - Proveïdor de serveis corporatius d'Internet centrat en solucions de valor afegit
- TV-Cabo, TV residencial i serveis d'Internet, filial d'Angola Telecom

### Censura i vigilància a Internet
La constitució i la llei preveuen la llibertat d'expressió i llibertat de premsa, però, els dominis estatals de la majoria dels mitjans de comunicació i l'autocensura dels periodistes limiten aquests drets en la pràctica. En els seus informes Freedom on the Net 2013 i Freedom on the Net 2014 Freedom House puntua l'"estat de llibertat d'internat" d'Angola com a "parcialment lliure".
No hi ha cap restricció del govern sobre l'accés a Internet. A més de material de pornografia infantil i amb copyright, el govern no bloqueja o filtra contingut d'Internet i no hi ha restriccions sobre el tipus d'informació que es pot bescanviar. Mitjans de comunicació social i aplicacions de comunicacions com ara YouTube, Facebook, Twitter, i els serveis internacionals d'allotjament de blocs estan disponibles de manera gratuïta. No hi ha cap problema de responsabilitat intermediària per als proveïdors de serveis o de contingut, ni hi ha instàncies conegudes d'avaries de retirada emeses per eliminar el contingut en línia. El govern fa deliberadament el seu propi contingut quan vol evitar que el públic accedeixi a determinada informació del govern.
La censura de les notícies tradicionals i de les fonts d'informació són comuns, el que comporta preocupacions perquè eventualment es produeixin esforços similars per controlar la informació en línia. Difamació, libel i insultar al país o al president en "reunions públiques o per difusió de paraules, imatges, escrits o so" són delictes punibles amb l'empresonament. Una proposta de "Llei de lluita contra el delicte en l'àmbit de les tecnologies de la informació i la comunicació" va ser presentada a l'Assemblea Nacional el març del 2011. Sovint esmentada com a projecte de llei cibercriminal, la llei es va retirar finalment al maig de 2011 a conseqüència de la pressió internacional i les objeccions de la societat civil. Tanmateix, el govern va declarar públicament que es van incorporar clàusules similars als cibercrims en una revisió permanent del codi penal, deixant oberta la possibilitat que les restriccions específiques d'Internet es convertissin en lleis en el futur. La llei proposta hauria augmentat les sancions per delictes en el codi penal quan els delictes es cometin mitjançant mitjans electrònics. La proposta de llei hauria donat a les autoritats la possibilitat d'interceptar informació de dispositius privats sense una ordre judicial i perseguir individus per un discurs oposat expressat mitjançant mitjans electrònics i socials. Enviar un missatge electrònic interpretat com un esforç per "posar en perill la integritat de la independència nacional o destruir o influir en la funcionalitat de les institucions estatals" hauria tingut una pena de dos a vuit anys de presó, a més de multes.
Un informatiu d'abril de 2013 va afirmar que els serveis de seguretat estatals tenien previst implementar un monitoratge electrònic que pogués rastrejar el correu electrònic i altres comunicacions digitals. El març de 2014 es va trobar la corroboració d'informació de fonts militars, afirmant que una empresa alemanya havia ajudat la intel·ligència militar angolesa a instal·lar un sistema de vigilància a la base BATOPE al voltant de setembre de 2013. També hi havia evidència d'un important ISP que allotja un sistema de programari espia.